# Лопастной (остров)
Лопастно́й — остров архипелага Северная Земля. Административно относится к Таймырскому Долгано-Ненецкому району Красноярского края.

## Расположение
Расположен в 350 метрах от восточного побережья острова Комсомолец в районе устья реки Капризной. К северу и к югу от Лопастного лежит несколько других небольших островов, среди них: Раздельный (в 500 метрах к юго-востоку), Озёрный (в 3,8 километрах к юго-западу) и Глинистый (в 5,2 километрах к юго-западу). Острова связаны друг с другом и с островом Комсомолец обширной песчаной отмелью.

## Описание
Имеет вытянутую вдоль берега Комсомольца неровную форму, изрезанную множеством заливов и мысов. Длина острова — около 2,5 километра, ширина — до 950 метров в средней части. Существенных возвышенностей нет.

## Топографические карты
- Лист карты U-47-XXV,XXVI,XXVII м. Локоть (Северная Земля). Масштаб: 1 : 200 000. Состояние местности на 1956 год.